# Solkompass

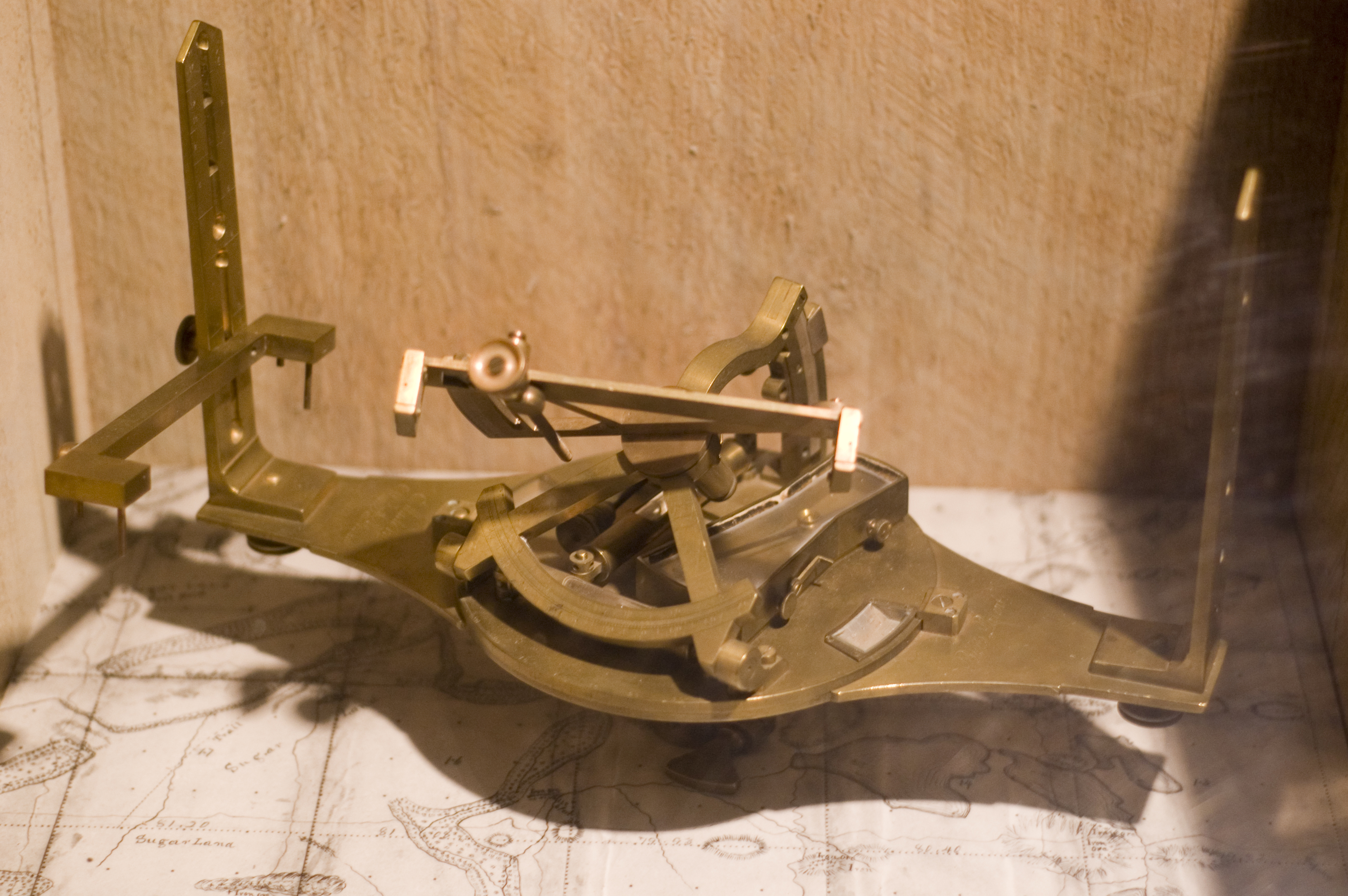
William Burts solkompass.

En solkompass är ett slags solur, där solens skugga ritas i förväg. Då kan man sedan se riktningen i förhållande till väderstrecken. Solkompassen måste anpassas till den latitud och tid på året den används. Om man använder den för sjöfart kan man dagen innan avgång rita in solens skugga. Vikingarna använde sådana solkompasser för att navigera, de hade inte några magnetkompasser.  